# مارك إروين
مارك إروين (بالإنجليزية: Mark Irwin)‏ (و. 1950 – م) هو مصور سينمائي من كندا. ولد في تورونتو.

## التعليم
تعلم في جامعة واترلو، وجامعة يورك(كندا).

## وصلات خارجية
- مارك إروين على موقع IMDb (الإنجليزية)
- مارك إروين على موقع ألو سيني (الفرنسية)
- مارك إروين على موقع أول موفي (الإنجليزية)
- مارك إروين على موقع قاعدة بيانات الأفلام السويدية (السويدية)
- مارك إروين على موقع قاعدة بيانات الفيلم (الإنجليزية)
- مارك إروين على موقع كينوبويسك (الروسية)
- مارك إروين على موقع كينوبويسك (الروسية)